# 霍克松
霍克松（挪威语： 聆听ⓘ）是挪威的一座城市，属于布斯克吕郡。人口约有8000，以林业、电子、水泥等行业为主。
59°47′N 9°59′E / 59.783°N 9.983°E